# Malagazzia curviductum
Malagazzia curviductum is een hydroïdpoliep uit de familie Malagazziidae. De poliep komt uit het geslacht Malagazzia. Malagazzia curviductum werd in 1978 voor het eerst wetenschappelijk beschreven door Xu & Zhang. 